# Francisco de Saldanha da Gama
Pour les articles homonymes, voir Saldanha (homonymie) et Gama.
Pour l’article ayant un titre homophone, voir Gamma.
Francisco de Saldanha da Gama, né le 20 mai 1723 à Lisbonne et mort dans la même ville le 1er novembre 1776, est un cardinal portugais du XVIIIe siècle.

## Biographie
Concédant à Pombal la faveur qu'il demande avec insistance, le pape Benoît XIV crée Saldanha da Gama cardinal lors du consistoire du 5 avril 1756. Tout à fait indifférent aux affaires de Rome il ne prend pas la peine d'aller y chercher son titre. Il ne participe à aucun des trois conclaves où il a sa place, ni au conclave de 1758, lors duquel Clément XIII est élu pape, ni au suivant de 1769 (élection de Clément XIV) ni enfin à celui de 1774-1775 (élection de Pie VI).
Créature du marquis de Pombal Francisco de Saldanha da Gama est, à son instigation, nommé visiteur apostolique des Jésuites au Portugal. Sans prendre la peine de visiter les maisons jésuites il les déclare 'nids de corruption'. Aucune preuve n'est fournie au nonce apostolique (en) qui les lui demande et aucun rapport de sa visite canonique n'arrive à Rome. De Pombal il obtient également le soutien qui le porte au siège patriarcal de Lisbonne en 1759 et est consacré le 5 août de la même année par José Dantas Barbosa (pt) avec comme co-consécrateurs Hilário de Santa Rosa (pt) et Valério do Sacramento (pt).

## Succession apostolique
Francisco de Saldanha da Gama a ordonné les évêques suivants :
- Évêque Lourenço de Lencastre (1759)
- Archevêque Antonio Bonifacio Coelho (1770)
- Évêque Jerónimo Rogado do Carvalhal e Silva (pt) (1770)
- Archevêque Manuel do Cenáculo Villas Boas, T.O.R. (it) (1770)
- Évêque Miguel António Barreto de Meneses (1770)
- Évêque Manuel de Vasconcellos Pereira (1770)
- Évêque João Rafael de Mendonça, O.S.H. (1771)
- Archevêque Inácio de São Caetano (pt), O.C.D. (1771)
- Archevêque Marcantonio Conti (1774)